# Ксаверас Сакалаускас-Ванагеліс
Ксаверас Сакалаускас-Ванагеліс (лит. Ksaveras Sakalauskas-Vanagėlis; 27 квітня 1863, с. Калеснінкай Августівська губернія, Царство Польське (нині Алітуський повіт Литви) — 15 жовтня 1938, Варшава) — литовський поет, письменник, педагог.

## Біографія
Після закінчення в 1883 році учительської семінарії, працював педагогом у школах Литви та Польщі, з 1908 року — в Варшаві.
Виступав проти заборони литовського друку. Брав участь в литовських культурних заходах, співпрацював з першою литовською суспільно-літературною газетою «Аушра».
У 1888 році царський уряд вислав К. Сакалаускаса з Литви в Царство Польське, де він прожив двадцять років.
У 1905 році заснував Литовське культурне товариство в Ломжа. Тоді ж брав участь у Великому сеймі Вільнюса. У 1923—1934 роках очолював Литовське культурне товариство у Варшаві.

## Творчість
Дебютував, як поет в 1883 році з віршем «З далекої сторонушки», яке незабаром стало широко відомою піснею.
Створив ряд віршів, в яких гаряче відгукувався на страждання литовського народу, оспівував характер жителів своєї батьківщини, сільське життя, любов. Ряд його віршів перетворився в народні пісні.
Автор збірок віршів і прози («Весілля», 1906; «Дядя брехунів», «Чайний будиночок», «Джентльмени вальсу», «Весілля», «Міські святині» (1907), «Народ Божий», «Король змій та інші короткі розповіді» (1908), книги для дітей початкових шкіл («Дар» (1909), «Дитяче джерело» (1926), "Аушреле " (1927)).
Важливою частиною прози письменника є дидактичні та пізнавальні твори для дітей.